# Cộng hòa Nhân dân Ukraina
Cộng hòa Nhân dân Ukraina là một nhà nước tồn tại ngắn ngủi tại Đông Âu. Hội đồng Trung ương Ukraina được bầu ra vào tháng 3 năm 1917 do kết quả từ Cách mạng Tháng Hai, và đến tháng 6 thì họ tuyên bố quyền tự trị của Ukraina bên trong nước Nga. Quyền tự trị này sau đó được Chính phủ Lâm thời Nga công nhận. Sau Cách mạng Tháng Mười, Hội đồng Trung ương Ukraina lên án Bolshevik cướp chính quyền và tuyên bố thành lập Cộng hòa Nhân dân Ukraina cùng lãnh thổ bao gồm khu vực gần tương ứng với tám tỉnh của Đế quốc Nga (Kyiv, Volyn, Kharkiv, Kherson, Yekaterinoslav, Poltava, Chernihiv và Podolia). Họ chính thức tuyên bố độc lập từ Nga vào ngày 22 tháng 1 năm 1918.
Trong thời gian tồn tại ngắn ngủi, nước cộng hòa trải qua một số biến đổi chính trị - từ nước cộng hòa thiên về xã hội chủ nghĩa do Hội đồng Trung ương Ukraina đứng đầu với Tổng Ban bí thư, đến nước cộng hòa xã hội chủ nghĩa do đốc chính và Symon Petliura lãnh đạo. Từ tháng 4 đến tháng 12 năm 1918, chính quyền Xã hội chủ nghĩa của Cộng hòa Nhân dân Ukraina bị đình chỉ, sau khi bị Quốc gia Ukraina thân Đức của Pavlo Skoropadskyi lật đổ, người này được đại hội nông dân bầu làm Hetman của Ukraina. Sau khi Quốc gia Ukraina sụp đổ, Cộng hòa Nhân dân Ukraina tuyên bố thống nhất với Cộng hòa Nhân dân Tây Ukraina vào tháng 1 năm 1919. Sau Chiến tranh Ba Lan–Ukraina, nước này đã ký kết một liên minh với Cộng hòa Ba Lan thứ hai. Vào ngày 10 tháng 11 năm 1920, nhà nước này mất phần lãnh thổ còn lại vào tay những người Bolshevik. Hòa ước Riga vào ngày 18 tháng 3 năm 1921 giữa Ba Lan, Nga Xô viết (cũng thay mặt cho Belarus Xô viết), và Ukraina Xô viết đã định đoạt số phận của Cộng hòa Nhân dân Ukraina.

## Lịch sử

### Làn sóng cách mạng

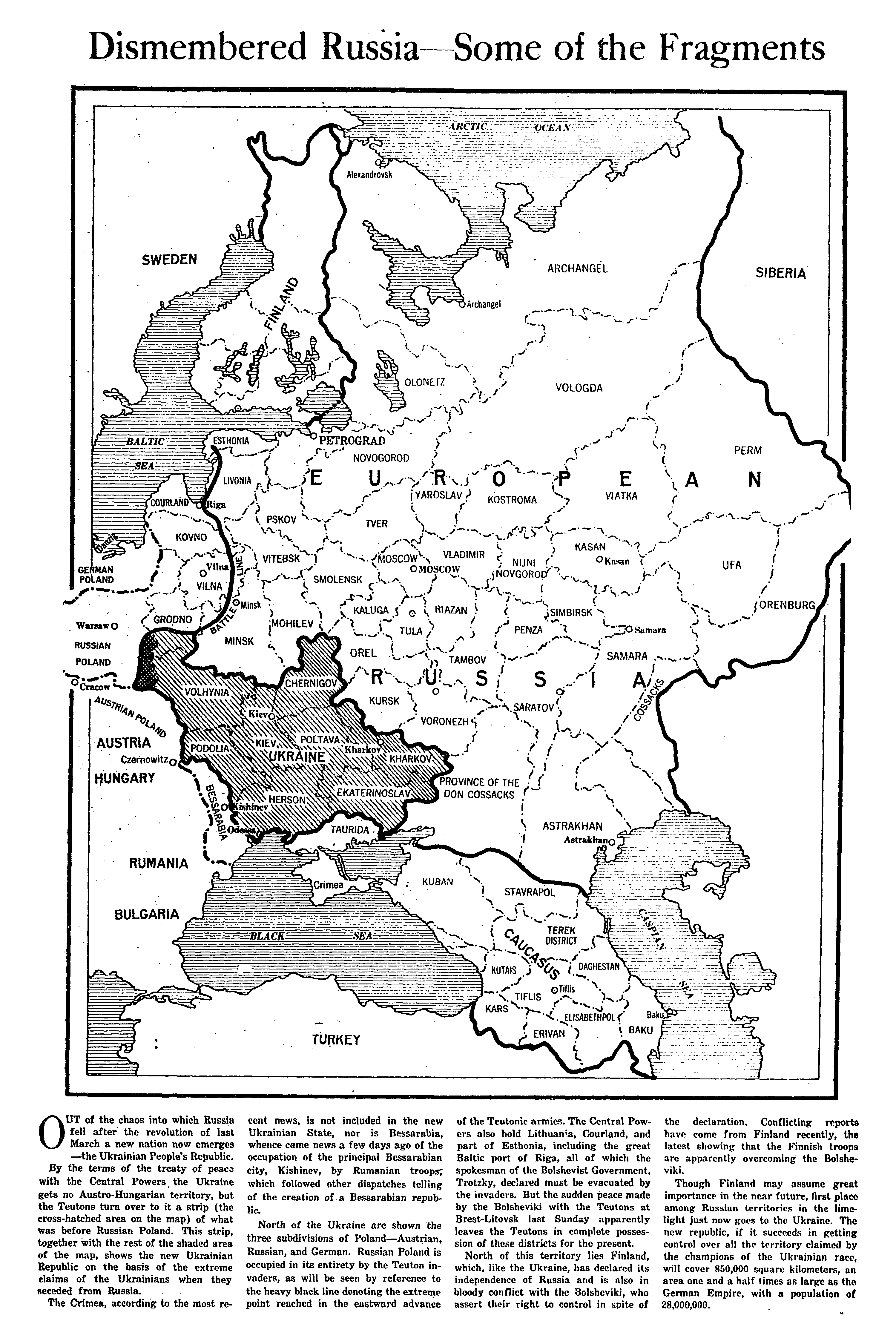
Một bài báo tháng 2 năm 1918 từ The New York Times hiển thị bản đồ các lãnh thổ của Đế quốc Nga do Cộng hòa Nhân dân Ukraina tuyên bố chủ quyền vào thời điểm đó, trước khi sáp nhập Cộng hòa Nhân dân Tây Ukraina.

Vào ngày 10 tháng 6 năm 1917, Hội đồng Trung ương Ukraina tuyên bố quyền tự trị của nước này với tư cách là một phần của Cộng hòa Nga, theo phổ cập thứ nhất tại Đại hội quân sự toàn Ukraina. Cơ quan quản lý cao nhất của Cộng hòa Nhân dân Ukraina trở thành Tổng Ban bí thư do Volodymyr Vynnychenko đứng đầu. Thủ tướng Nga Alexander Kerensky đã công nhận Tổng Ban bí thư, bổ nhiệm đây làm cơ quan quản lý đại diện của Chính phủ Lâm thời Nga và hạn chế quyền hạn của nó đối với năm tỉnh: Volyn, Kyiv, Podolia, Chernihiv và Poltava. Lúc đầu, Vynnychenko phản đối và rời khỏi vị trí lãnh đạo Ban bí thư, nhưng cuối cùng đã quay lại để tập hợp lại Ban bí thư sau khi Hội đồng Trung ương chấp nhận Kerensky Instruktsiya và ban hành Phổ cập thứ hai.
Sau Cách mạng Tháng Mười phe Kyiv của Đảng Bolshevik xúi giục cuộc nổi dậy ở Kyiv vào ngày 8 tháng 11 năm 1917 nhằm thiết lập quyền lực của Xô viết trong thành phố. Các lực lượng của Quân khu Kyiv đã cố gắng ngăn chặn, nhưng sau khi Hội đồng Trung ương ủng hộ đằng sau những người Bolshevik, quân Nga đã bị loại khỏi Kyiv. Sau khi trục xuất các lực lượng chính phủ Nga, Hội đồng Trung ương tuyên bố quyền tự trị rộng rãi hơn của Cộng hòa Ukraina, vẫn duy trì quan hệ với Nga, vào ngày 22 tháng 11 năm 1917. Lãnh thổ của nước cộng hòa được tuyên bố theo Phổ cập thứ ba vào ngày 20 tháng 11 năm 1917 (7 tháng 11 lịch cũ) của Hội đồng Trung ương, bao gồm các tỉnh: Volyn, Kyiv, Podolie, Chernihiv, Poltava, Kharkiv, Yekaterinoslav, Kherson, Taurida (không bao gồm Krym). Hội đồng Trung ương cũng tuyên bố rằng người dân của các tỉnh: Voronezh, Kholm, và Kursk được hoan nghênh gia nhập nước cộng hòa thông qua một cuộc trưng cầu dân ý. Hơn nữa, Hội đồng Trung ương trong Phổ cập của mình tuyên bố rằng vì không có chính phủ tại Cộng hòa Nga sau Cách mạng Tháng Mười nên họ tự xưng là cơ quan quản lý tối cao của lãnh thổ Ukraina cho đến khi trật tự tại Cộng hòa Nga có thể được khôi phục. Hội đồng Trung ương Ukraina gọi tất cả các hoạt động cách mạng như Cách mạng Tháng Mười là nội chiến và bày tỏ hy vọng giải quyết tình trạng hỗn loạn.
Sau một thỏa thuận ngừng bắn ngắn, những người Bolshevik nhận ra rằng Hội đồng Trung ương không có ý định ủng hộ Cách mạng Bolshevik. Họ tái tổ chức thành Hội đồng Xô viết toàn Ukraina vào tháng 12 năm 1917 nhằm giành chính quyền. Hành động này thất bại do những người Bolshevik tương đối thiếu ủng hộ đại chúng tại Kyiv, nên họ chuyển đến Kharkiv. Những người Bolshevik Ukraina tuyên bố chính phủ Cộng hòa Nhân dân Ukraina nằm ngoài vòng pháp luật và tuyên bố thành lập Cộng hòa Nhân dân Xô viết Ukraina với thủ đô tại Kyiv, tuyên bố rằng chính phủ của Bí thư Nhân dân Ukraina là chính phủ duy nhất trong nước. Hồng quân Bolshevik tiến từ Nga Xô viết vào Ukraina để ủng hộ chính quyền Xô viết địa phương.
Khi mối quan hệ giữa các thành viên trong Hội đồng Trung ương trở nên xấu đi, một loạt các nước cộng hòa Xô viết khu vực trên lãnh thổ Ukraina tuyên bố độc lập và trung thành với Sovnarkom Petrograd (tức Nga Xô viết) như Cộng hòa Xô viết Odesa (miền nam Ukraina), Cộng hòa Donetsk–Kryvyi Rih (miền đông Ukraina). Cộng hòa Donetsk–Kryvyi Rih được thành lập theo sắc lệnh trực tiếp của Lenin với tư cách là một phần của Nga Xô viết, với thủ đô tại Kharkiv. Nghị định đó được Fyodor Sergeyev thực hiện thành công, ông trở thành chủ tịch chính quyền địa phương đồng thời gia nhập chính phủ Xô viết của Ukraina. Không giống như cộng hòa của Fyodor Sergeyev, Cộng hòa Odesa không được bất kỳ chính phủ Bolshevik nào khác công nhận, và theo sáng kiến riêng của mình thì đã tham gia một cuộc xung đột quân sự với Romania để giành quyền kiểm soát Cộng hòa Dân chủ Moldavia, là lãnh thổ mà họ đang tranh chấp.

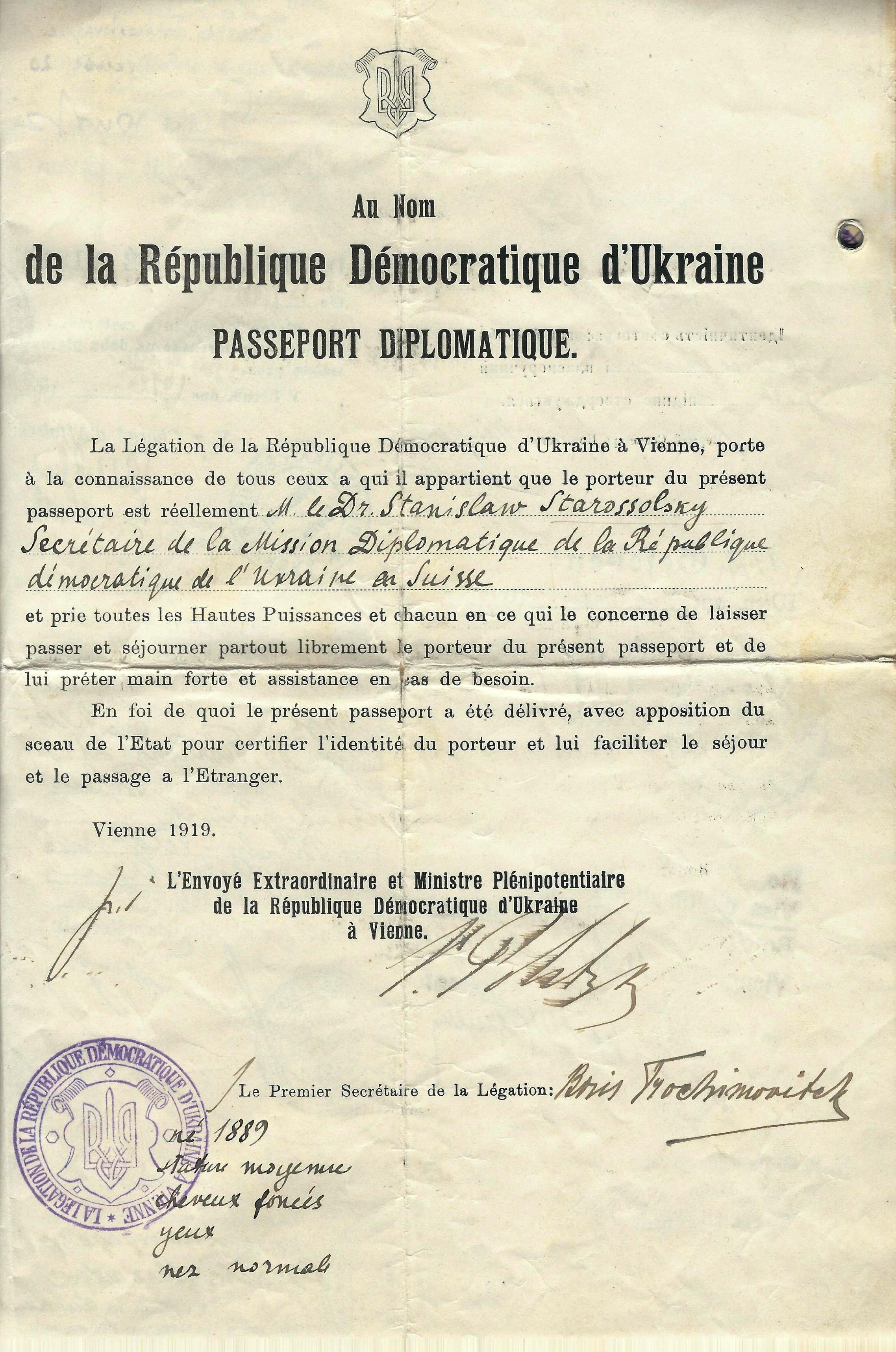
Hộ chiếu ngoại giao Cộng hòa Nhân dân Ukraina năm 1919 phát hành để phục vụ tại Thụy Sĩ

### Thời gian biểu
Thông tin sau đây dựa trên trưng bày của Bảo tàng về sự chiếm đóng của Xô viết tại Kyiv (Đài tưởng niệm tại Kyiv).

#### Mùa xuân 1917
- 8–12 tháng 3 – Cách mạng Tháng Hai tại Đế quốc Nga, chiến thắng của các lực lượng dân chủ
- 17 tháng 3 – thành lập Hội đồng Trung ương Ukraina
- 4 tháng 4 – tái lập Prosvita, thành lập Ủy ban Hợp tác Ukraina, giải phóng nhân dân Galicia, đặc biệt là Andrey Sheptytsky
- 9 tháng 4 – Mykhailo Hrushevsky trở về từ cảnh lưu vong để đứng đầu Hội đồng Trung ương Ukraina
- 10 tháng 4 – Hội đồng Trung ương Ukraina ủng hộ triệu tập Đại hội Quốc dân Ukraina
- 11 tháng 4 – Thành lập Hội Quân sự Hetman Polubotok Ukraina do Mykola Mikhnovsky đứng đầu, tổ chức của Trung đoàn tình nguyện Bohdan Khmelnytsky Ukraina số 1
- 13 tháng 4 – một cuộc tuần hành lớn diễn ra tại Kyiv với hơn 100.000 người, thành lập Hội đồng Quốc gia Ukraina tại Petrograd
- 2–4 tháng 5 – Đại hội Quốc dân Ukraina diễn ra tại Kyiv, với khoảng 900 đại biểu tham dự, Đại hội xác nhận thành phần của Hội đồng Trung ương Ukraina gồm 150 thành viên do Mykhailo Hrushevsky đứng đầu
- 17 tháng 5 – chỉ huy Phương diện quân Tây Nam, Tướng quân Brusilov cho phép tổ chức Trung đoàn Bohdan Khmelnytsky gồm 3.574 tình nguyện viên
- 18–1 tháng 5 - Đại hội Quân sự Ukraina diễn ra tại Kyiv với hơn 700 đại biểu tham dự. Đại hội đã bầu ra Ủy ban Tổng quân sự Ukraina gồm 18 thành viên do  Symon Petliura đứng đầu

#### Mùa hè 1917
- 10–15 tháng 6 – Đại hội Nông dân toàn Ukraine lần thứ nhất diễn ra tại Kyiv với 2.200 đại biểu tham gia
- 11 tháng 6 – đại hội bất thường của hội đồng Hiệp hội Quân sự Doroshenko Ukraina tại Simferopol quyết định thành lập một Trung đoàn Ukraina riêng biệt
- 18–24 tháng 6 – phớt lờ ngăn cấm của Chính phủ lâm thời Nga, Đại hội Quân sự Ukraina lần thứ 2 diễn ra tại Kyiv. Đại hội đã chấp nhận tuyên bố về một kế hoạch chi tiết Ukraina hóa Quân đội Nga, để Symon Petlyura làm người đứng đầu Ủy ban Tổng quân sự Ukraina. Đại hội đã thể hiện sự ủng hộ đối với Hội đồng Trung ương Ukraina. Hội đồng tỉnh Kharkiv công nhận Hội đồng Trung ương Ukraina là cơ quan chính phủ tại Ukraina
- 24 tháng 6 – công bố Phổ cập (tuyên bố) đầu tiên của Hội đồng Trung ương Ukraina tại Sofiyivska Ploshcha (Quảng trường Sofia)
- 28 tháng 6 – Hội đồng Trung ương Ukraina bầu Tổng Ban bí thư Ukraina làm cơ quan quyền lực nhà nước
- 11 tháng 7 – một phái đoàn của Chính phủ Lâm thời Nga (Kerenskyi, Tereshchenko, và Tsereteli) đến Kyiv
- 14 tháng 7 – Hội đồng Trung ương Ukraina thông qua Hội đồng nhỏ bao gồm 40 đại biểu từ dân tộc Ukraina và 18 từ các dân tộc thiểu số
- 16 tháng 7 – Hội đồng nhỏ đã thông qua Phổ cập (tuyên bố) thứ 2 của Hội đồng Trung ương Ukraina
- 29 tháng 7 – Hội đồng nhỏ thông qua Quy chế của Chính phủ tối cao Ukraina
- 8 tháng 8 – một cuộc tấn công khủng bố xảy ra tại nhà ga đường sắt "Post-Volynsky" (Kyiv), nơi Trung đoàn Bohdan Khmelnytsky mới thành lập bị tấn công bởi các kỵ binh mặc giáp Moskva và người Cossack Don
- 17 tháng 8 – Chính phủ lâm thời Nga ban hành một chỉ thị tạm thời (Instruktsia) cho Tổng Ban bí thư của Chính phủ lâm thời tại Ukraina, trong đó công nhận thẩm quyền của Tổng Ban bí thư đối với năm tỉnh (guberniya): Kyiv, Volyn, Poltava, Chernihiv và Podillia

#### Mùa thu 1917
- 22 tháng 9 – Hội đồng nhỏ thông qua tuyên bố về Hội đồng Lập hiến Ukraina. Đại biểu của các dân tộc thiểu số trong Hội đồng nhỏ lên án ý định tách Ukraina khỏi Nga
- 27 tháng 9 – bắt đầu Hội nghị Dân chủ Nhà nước tại Petrograd
- 13 tháng 10 – theo đơn thỉnh cầu của Tòa án Kyiv, Chính phủ lâm thời Nga bắt đầu điều tra Tổng Ban bí thư về ý định triệu tập Hội đồng Lập hiến Ukraina
- 7 tháng 11 – Cách mạng Tháng Mười tại Petrograd. Hội đồng nhỏ thành lập Ủy ban khu vực Bảo vệ cách mạng tại Ukraina. Ủy ban tuyên bố mở rộng quyền hạn của mình đối với chín tỉnh của Ukraina
- 8 tháng 11 – Hội đồng Trung ương Ukraina thông qua một nghị quyết lên án cuộc cách mạng. Để phản đối, những người Bolshevik rời Ủy ban khu vực và Hội đồng Trung ương Ukraina
- 9 tháng 11 – tư lệnh của Quân khu Kyiv là Tướng Kvetsinsky từ chối công nhận Ủy ban Khu vực, cơ quan này sau đó bị giải thể, chuyển giao toàn bộ quyền hạn cho Tổng Ban bí thư
- 11 tháng 11 – bắt giữ những người Bolshevik trong một ủy ban cách mạng. Hội đồng Trung ương Ukraina thông qua dự luật về bầu cử Hội nghị Lập hiến Ukraina, giao cho Hội đồng nhỏ hoàn thiện luật và tiến hành bầu cử
- 14 tháng 11 – Hội đồng Trung ương Ukraina và Tổng Ban bí thư được công nhận là cơ quan nhà nước. Tổng bí thư quân sự Symon Petliura đặt lực lượng dân quân Kyiv (thực thi pháp luật) làm thuộc cấp cho chính phủ Ukraina
- 20 tháng 11 – sau khi công bố Phổ cập (tuyên bố) thứ 3, các đại biểu học viên sĩ quan Nga V. Krupkov và Kolo Ba Lan V. Rudnytsky đã từ bỏ ủy nhiệm của họ trong Hội đồng Trung ương Ukraina
- 21 tháng 11 – Tổng bí thư Quân sự Symon Petliura bổ nhiệm Tướng Pavlo Skoropadsky làm tư lệnh lực lượng vũ trang Ukraina hữu ngạn
- 22 tháng 11 – trước sự chứng kiến của các cơ quan ngoại giao Pháp, Ý và Romania, Phổ cập (tuyên bố) thứ 3 được công bố tại Sofiyivska Ploshcha (Quảng trường Sofia)
- 27 November – Hội đồng Trung ương Ukraina thông qua nghị quyết liên quan đến tỉnh Kholm, kháng nghị việc sáp nhập tỉnh này vào Ba Lan
- 30 tháng 11 – Tổng Ban bí thư thông báo rằng Sovnarkom (của Nga Xô viết) không phải là cơ quan pháp lý của Nga. Hội đồng nhỏ đã thông qua Luật "Về Hội nghị Lập hiến Ukraina" được thành lập gồm 301 thành viên từ:
  - Tỉnh Kyiv – 45
  - Tỉnh Volyn – 30
  - Tỉnh Podillya – 30
  - Tỉnh Yekaterinoslav – 36
  - Tỉnh Poltava – 30
  - Tỉnh Kherson – 34
  - Tỉnh Kharkiv – 35
  - Tỉnh Tavria – 9
  - Tỉnh Chernihiv – 27
  - Khu Ostrohozh – 15

(Mỗi đại biểu đại diện cho 100.000 cư dân, quyền bầu cử dành cho công dân từ 20 tuổi trở lên; thành lập Ủy ban bầu cử Trung ương cho Hội nghị Lập hiến Ukraina)

#### Mùa đông 1917–18

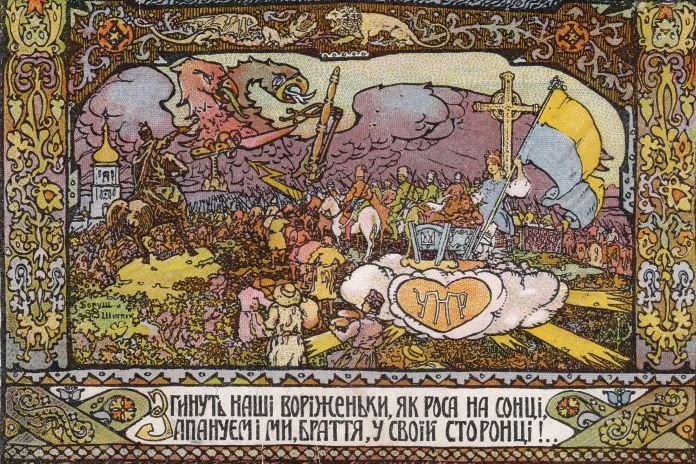
Tấm bưu thiếp Cộng hòa Nhân dân Ukraina mô tả một nhóm với lá cờ vàng-xanh và lời quốc ca, đang tự bảo vệ mình khỏi con đại bàng hai đầu của Nga. (tháng 11–tháng 12 năm 1917)

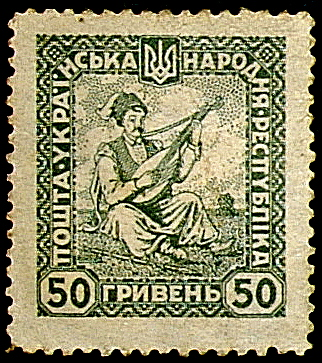
Tem bưu chính Cộng hòa Nhân dân Ukraina

- 14–15 tháng 12 – Hội đồng nhỏ thông qua Luật về Tòa án toàn thể, cơ quan tư pháp cao nhất của Cộng hòa Nhân dân Ukraina. Các cơ quan ngoại giao quốc tế đã chuyển văn phòng của họ từ Mohyliv-Podilsky đến Kyiv. Chính phủ Pháp ngày 18 tháng 12 tuyên bố ý định thiết lập quan hệ ngoại giao với Ukraina. Anh tuyên bố một ý định tương tự
- 19 tháng 12 - Đại hội đại biểu các Xô viết Công nhân, Binh sĩ và Nông dân Ukraina bày tỏ sự tin tưởng hoàn toàn đối với Hội đồng Trung ương và Tổng Ban Bí thư Ukraina và lên án Tối hậu thư của Lenin-Trotsky
- 22 tháng 12 – Hội đồng nhỏ thông qua Luật thuế và quyên góp, trong đó tất cả các khoản thuế và quyên góp đều thuộc về Kho bạc Nhà nước Ukraina
- 23 tháng 12 – Tổng Ban Bí thư xác định thành phần của phái đoàn Ukraina tham dự các cuộc đàm phán hòa bình tại Brest-Litovsk
- 25 tháng 12 – Hội nghị hòa bình tại Brest-Litovsk gửi một bức điện yêu cầu Ukraina tham gia đàm phán
- 3 tháng 1 – Tướng Georges Tabouis được bổ nhiệm làm ủy viên Cộng hòa Pháp đến Chính phủ Cộng hòa Nhân dân Ukraina
- 6 tháng 1 – bắt đầu đàm phán hòa bình tại Brest. Người đứng đầu phái đoàn Ukraina Vsevolod Holubovych yêu cầu công nhận Ukraina là một quốc gia có chủ quyền, bổ sung tỉnh Kholm, và tiến hành một cuộc trưng cầu dân ý trên phần lãnh thổ của Áo-Hung có dân tộc Ukraina chiếm ưu thế để thêm lãnh thổ đó vào Ukraina
- 9 tháng 1 – 171 đại biểu được bầu vào Quốc hội Lập hiến Ukraina
- 10–12 tháng 1 – Liên minh Trung tâm công nhận phái đoàn Ukraina trong các cuộc đàm phán tại Brest có tư cách riêng biệt và toàn quyền để tiến hành các cuộc đàm phán nhân danh cho Cộng hòa Nhân dân Ukraina
- 16 tháng 1 – Hội đồng nhỏ thông qua luật thành lập Quân đội Quốc gia Ukraina và thành phần của nó dựa trên nguyên tắc dân quân
- 22 tháng 1 – Hội đồng nhỏ thông qua luật về Quyền tự trị dân tộc-cá nhân. Đối với văn bản cuối cùng của Phổ cập (tuyên bố) thứ 4 được bỏ phiếu: "thuận" – 39, "chống" – 4, "trắng" – 6
- 29 tháng 1 – Trận Kruty
- 9 tháng 2  – hiệp định hòa bình Brest được ký kết với Đức, Áo-Hung, Đế quốc Ottoman và Bulgaria
- 10 tháng 2 – Do bước tiến của quân Bolshevik Nga, chính phủ Ukraina được sơ tán từ Kyiv đến Zhytomyr
- 21 tháng 2 – phái đoàn Ukraina đưa ra tuyên bố về lý do quân Đức đến Ukraina
- 27 tháng 2 – Hội đồng Trung ương Ukraina thông qua luật về việc áp dụng kiểu lịch mới tại Ukraina theo đó thời gian chuyển trước 13 ngày. Hội đồng nhỏ thông qua luật về hệ thống tiền tệ mới. Đơn vị tiền tệ trở thành hryvnia có 8,712 đơn vị vàng nguyên chất. Thông qua luật về quốc huy Cộng hòa Nhân dân Ukraina – Cây đinh ba (Tryzub)

#### Mùa xuân 1918
Vào tháng 4 năm 1918, quân đội trung thành với Cộng hòa Nhân dân Ukraina nắm quyền kiểm soát một số thành phố tại vùng Donbas.
- 2 tháng 3 – Hội đồng nhỏ thông qua luật về quyền công dân Ukraina, luật về hệ thống hành chính mới. Các guberniya do Nga thành lập được thay thế bằng đơn vị hành chính mới - zemlia (vùng đất)
- 18 tháng 3 – một số sinh viên-cựu chiến binh thiệt mạng tại Kruty được cải táng tại Kyiv
- 11 tháng 4–12 tháng 5 - được xác định là cuộc triệu tập đầu tiên của Hội nghị Lập hiến Ukraina
- 13 tháng 4 – Thông qua nghị quyết của Hội đồng Trung ương Ukraina lên án việc Romania sáp nhập Bessarabia
- 23 tháng 4 – một hiệp ước kinh tế được ký kết giữa Ukraina với Đức và Áo-Hung
- 25 tháng 4 – Thông qua luật về Hội đồng Kinh tế Trung ương Ukraina
- 29 tháng 4 – Thông qua một dự luật về Hiến pháp Ukraina. Đại hội Ruộng đất toàn Ukraina bầu Pavlo Skoropadsky làm Hetman của Ukraina

### Độc lập

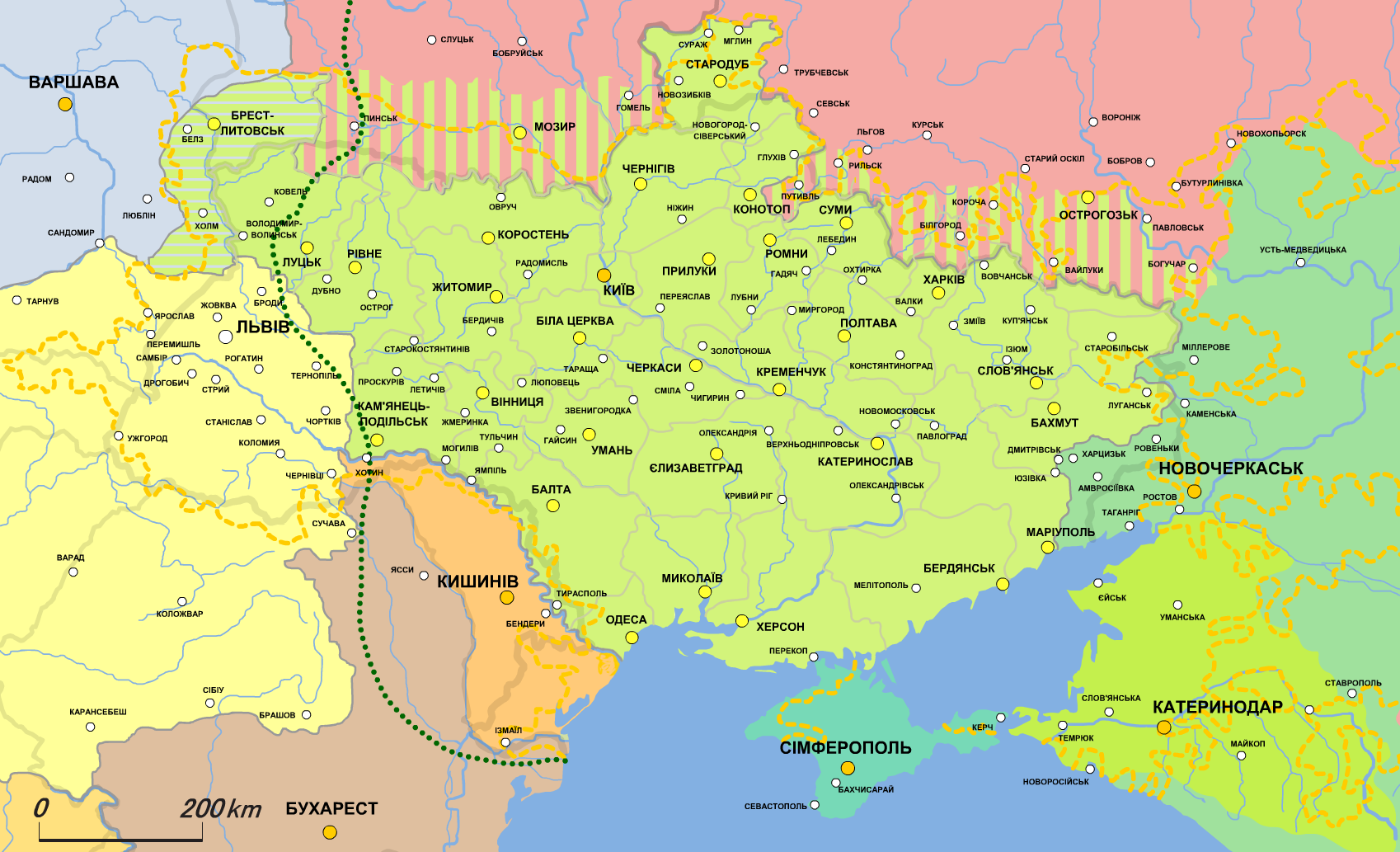
Hiệp định Brest-Litovsk (9 tháng 2 năm 1918):
Cộng hòa Nhân dân Ukraina
Các lãnh thổ yêu sách (sọc)
Quân Đức vào mùa thu 1917
Nga Xô viết
Chính quyền khu vực Don
Chính quyền khu vực Kuban
Chính quyền khu vực Krym
Áo-Hung
Hội đồng Ba Lan
Romania
Moldova
Serbia

Do sự xâm lược từ nước Nga Xô viết, vào ngày 22 tháng 1 năm 1918, Hội đồng Trung ương Ukraina đã ban hành Phổ cập thứ tư (ngày 22 tháng 1 năm 1918), cắt đứt quan hệ với Bolshevik Nga và tuyên bố một quốc gia Ukraina có chủ quyền. Chưa đầy một tháng sau, ngày 9 tháng 2 năm 1918, Hồng quân chiếm lĩnh Kyiv.
Bị những người Bolshevik bao vây và mất nhiều lãnh thổ, Hội đồng Trung ương Ukraina buộc phải tìm kiếm viện trợ nước ngoài và ký Hiệp định Brest-Litovsk vào ngày 9 tháng 2 năm 1918 để nhận được sự trợ giúp quân sự từ các đế quốc Đức và Áo-Hung. Đức đã giúp Quân đội Ukraina đẩy những người Bolshevik ra khỏi Ukraina. Vào ngày 20 tháng 2 năm 1918, hội đồng của Cộng hòa Nhân dân Kuban đã chấp nhận nghị quyết thành lập liên minh liên bang Kuban với Ukraina khi các lực lượng Bolshevik tiến về phía Yekaterinodar. Nghị quyết đã được đồng ý chuyển cho chính phủ Ukraina phê chuẩn.
Sau hiệp định Brest-Litovsk, Ukraina trở thành một lãnh thổ bảo hộ trên thực tế của Đế quốc Đức, vào thời điểm đó nó có vẻ có lợi hơn hơn là bị quân Xô viết tràn qua tàn phá. Đức lo lắng về việc chiến bại và đang cố gắng đẩy nhanh quá trình khai thác lương thực từ Ukraina, nên đã quyết định thành lập chính quyền của mình do Nguyên soái von Eichhorn đứng đầu thay thế Thượng tướng Alexander von Linsingen. Vào ngày 6 tháng 4, tư lệnh của Tập đoàn quân Kijew ban hành một mệnh lệnh trong đó ông giải thích ý định của mình để thực hiện các điều kiện của hiệp định. Tất nhiên, điều đó mâu thuẫn với luật pháp của chính phủ Ukraina, chính phủ đã hủy bỏ lệnh của ông. Đến tháng 4 năm 1918, cuộc tấn công Chiến dịch Faustschlag của Đức-Áo đã loại bỏ hoàn toàn những người Bolshevik khỏi Ukraina. Chiến thắng của Đức/Áo-Hung tại Ukraina là do sự thờ ơ của người dân địa phương và kỹ năng chiến đấu kém cỏi của quân Bolshevik so với quân Áo-Hung và Đức.
Người Đức đã bắt giữ và giải tán Hội đồng Trung ương Ukraina vào ngày 29 tháng 4 năm 1918, để ngăn chặn các cuộc cải cách xã hội đang diễn ra và bắt đầu lại quá trình chuyển nguồn cung cấp lương thực sang Đức và Áo-Hung. Chính quyền Đức cũng đã bắt giữ Thủ tướng Ukraina Vsevolod Holubovych với tội danh khủng bố, và do đó giải tán Hội đồng Bộ trưởng Nhân dân. Trước đó, Hội đồng đã thông qua Hiến pháp của Cộng hòa Nhân dân Ukraina. Trong khi diễn ra tất cả các sự kiện này, và một vài ngày trước khi có thay đổi quyền lực trong nước vào ngày 24 tháng 4 năm 1918, chính phủ Belarus xác nhận Phòng Thương mại Belarus tại Kyiv do Mitrofan Dovnar-Zapolsky đứng đầu theo sáng kiến của Bộ trưởng Tài chính Belarus Pyotr Krechevsky.

### Quốc gia hetman

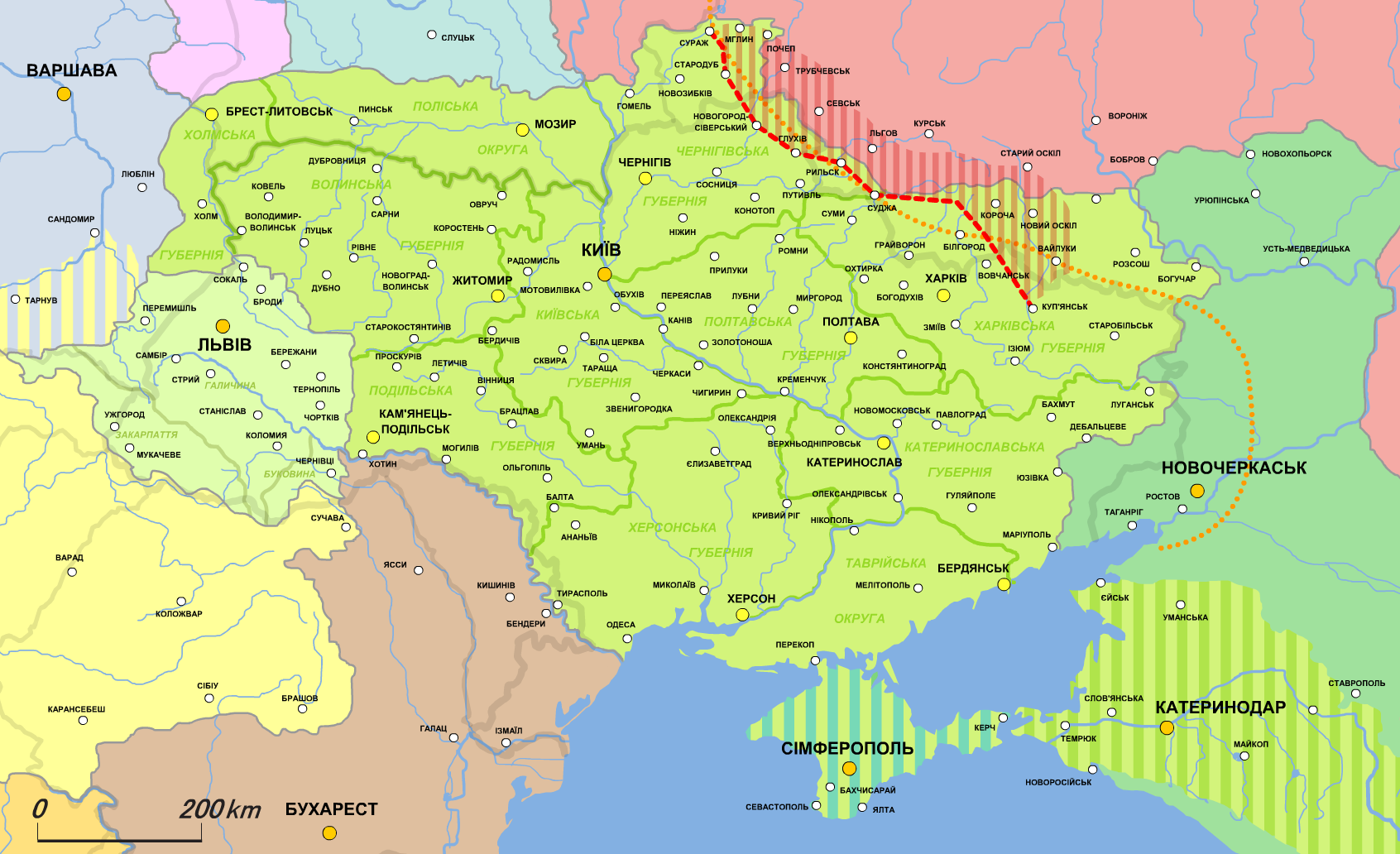
Tháng 5–11 năm 1918:
Quốc gia Ukraina
Các lãnh thổ Liên minh Ukraina (sọc)
Chính quyền khu vực Krym
Cộng hòa Nhân dân Kuban
Cộng hòa Nhân dân Tây Ukraina (19 tháng 10)
Cộng hòa Don
Cộng hòa Nhân dân Belarus
Litva
Ba Lan
Áo-Hung
Romania
Serbia
Nga Xô viết

Sau cuộc đảo chính, Hội đồng Trung ương Ukraina bị thay thế bởi chính phủ bảo thủ của Hetman Pavlo Skoropadsky, và Cộng hòa Nhân dân Ukraina bị thay bằng một "
Quốc gia Ukraina" (Ukrainska derzhava). Skoropadsky là một cựu sĩ quan của Đế quốc Nga, ông thành lập một chế độ ủng hộ các địa chủ lớn và tập trung quyền lực vào cấp lãnh đạo. Chính phủ này nhận được rất ít ủng hộ từ các nhà hoạt động Ukraina, nhưng không giống như Hội đồng Trung ương theo chủ nghĩa xã hội, chính phủ này có thể thành lập một tổ chức hành chính hiệu quả, thiết lập quan hệ ngoại giao với nhiều quốc gia và ký kết hiệp ước hòa bình với nước Nga Xô viết. Trong vài tháng, chính phủ hetman cũng đã in hàng triệu sách giáo khoa tiếng Ukraina, thành lập nhiều trường học Ukraina, hai trường đại học và Viện hàn lâm Khoa học Ukraina.
Chính phủ Hetman cũng ủng hộ việc tịch thu các vùng đất nông dân trước đó được quốc hữu hóa từ các chủ điền trang giàu có, thường là với giúp đỡ từ quân đội Đức. Điều này dẫn đến tình trạng bất ổn, sự trỗi dậy của phong trào du kích nông dân, và một loạt các cuộc nổi dậy vũ trang quy mô lớn của quần chúng. Các cuộc đàm phán được tổ chức để thu hút sự ủng hộ từ các thành viên Hội đồng trước đây là Petliura và Vynnychenko, nhưng những nhà hoạt động này đã làm việc để lật đổ Skoropadsky. Vào ngày 30 tháng 7, một thành viên Đảng Xã hội-Cách mạng Cánh tả Nga là Boris Mikhailovich Donskoy, với sự giúp đỡ từ Đảng Xã hội-Cách mạng Cánh tả Ukraina đã thành công trong việc ám sát von Eichhorn, cho nổ tung ông ta ở trung tâm thành phố Kyiv.
Do những nhà tài trợ của Skoropadsky là Đức và Áo-Hung sắp thua trong Thế chiến thứ nhất, Hetman đã thành lập một nội các mới gồm những người theo chủ nghĩa quân chủ Nga và cam kết liên kết với một nước Nga phi Bolshevik có thể có trong tương lai. Đáp lại, những người theo chủ nghĩa xã hội Ukraina đã công bố một chính phủ cách mạng mới là Đốc chính vào ngày 14 tháng 11 năm 1918.

### Thời gian biểu

#### Mùa xuân 1918
- 29 tháng 4 – Đại hội Ruộng đất toàn Ukraina bầu Pavlo Skoropadsky làm Hetman của Ukraina
- 30 tháng 4 – Mykola Vasylenko được bổ nhiệm làm Chủ tịch Hội đồng Bộ trưởng và được giao nhiệm vụ thành lập chính phủ
- 7 tháng 5 – Hội đồng Bộ trưởng xác nhận ý định sáp nhập Krym vào Quốc gia Ukraina
- 15 tháng 5 – Ký kết hiệp định giữa các chính phủ Ukraina ở một bên và Đức và Áo-Hung ở bên kia để cung cấp khoản vay với số tiền 400 triệu karbovanets để mua lương thực Ukraina
- 18 tháng 5 – Hội đồng Bộ trưởng thông qua luật thành lập Lực lượng Vệ binh Quốc gia
- 23 tháng 5 – bắt đầu đàm phán hòa bình giữa các đại biểu Ukraina và Nga
- 28 tháng 5 – đến Kyiv, phái đoàn đại diện toàn quyền của Hội đồng khu vực Kuban do Mykola Ryabovol đứng đầu với đề xuất thống nhất Kuban với Ukraina
- 30 tháng 5 – Bộ trưởng Bộ Ngoại giao Dmytro Doroshenko gửi một bức thư đặc biệt đến Đại sứ Đức tại Ukraina, Nam tước Alfons Mumm von Schwarzenstein, để đưa Krym vào Ukraina.

#### Mùa hè 1918
- 12 tháng 6 – Đại hội Địa chủ và Nông dân của tỉnh Tavria diễn ra tại Simferopol đã ủng hộ đề xuất sáp nhập Tavria vào Ukraina
- 20 tháng 6 – Hội đồng Giáo hội toàn Ukraina diễn ra tại Kyiv
- 1 tháng 7 – thông qua quyết định về việc thành lập trường đại học Ukraina tại Kamianets-Podilsky
- 2 tháng 7 – thông qua luật về quyền công dân của Quốc gia Ukraina
- 8 tháng 7 – thành lập Thượng viện Nhà nước của Quốc gia Ukraina với tư cách là cơ quan tư pháp tối cao
- 9 tháng 7 – thành lập ủy ban phát triển dự án của Viện Hàn lâm Khoa học Ukraina
- 10 tháng 7 – Các giáo sĩ Chính thống giáo Kyiv dỡ bỏ việc rút phép thông công đối với Hetman Mazepa
- 24 tháng 7 – Ukraina và Đức phê chuẩn Hiệp định Hòa bình Brest, thông qua luật về nghĩa vụ quân sự chung, trách nhiệm hình sự đối với việc vượt quá mức giá tối đa được thiết lập và đầu cơ, bổ nhiệm vào phục vụ chính phủ
- 27 tháng 7 – do các chính sách chống Ukraina của chính phủ Krym dưới quyền của Sulkevich, Quốc gia Ukraina thiết lập một cuộc phong tỏa kinh tế đối với bán đảo
- 1 tháng 8 – thông qua luật về chính phủ tối cao và lập trường chính trị của quân nhân
- 2 tháng 8 – thông qua luật thành lập quỹ của Thư viện Quốc gia Ukraina
- 6 tháng 8 – Hội đồng Giáo hội toàn Ukraina kêu gọi quyền tự chủ của Giáo hội Ukraina
- 10 tháng 8 – xác nhận quy chế của Ngân hàng Nhà nước Ukraina và vốn cơ sở và vốn dự trữ của nó
- 17 tháng 8 – thông qua luật hạn chế nhập khẩu các đơn vị tiền tệ của Nga
- 22 tháng 8 – tại Wien Thổ Nhĩ Kỳ và Ukraina trao đổi văn kiện phê chuẩn Hiệp định Hòa bình Brest
- 10 tháng 9 – ký kết thỏa thuận kinh tế giữa Ukraina, Đức, Áo-Hung cho các năm tài chính 1918–1919
- 18 tháng 9 – tạm dừng chiến tranh hải quan với Krym theo yêu cầu của chính phủ Sulkevich

#### Mùa thu 1918
- 5 tháng 10 – tại Kyiv bắt đầu đàm phán giữa Ukraina và Krym về các điều kiện sáp nhập Krym vào Ukraina
- 6 tháng 10 – Khánh thành Đại học Nhà nước Kyiv Ukraina
- 16 tháng 10 – Hetman của Ukraina ban hành tuyên bố về sự hồi sinh của chế độ cossack
- 17 tháng 10 – thông qua tuyên bố về việc tổ chức lực lượng dân quân tình nguyện nhằm duy trì trật tự pháp luật
- 21 tháng 10 – Hetman của Ukraina gặp phái đoàn đặc biệt của chính quyền khu vực Kuban do Thượng tá V. Tkachov đứng đầu
- 6 tháng 11 – chính quyền Đức chuyển giao các tàu của Hạm đội Biển Đen cho Quốc gia Ukraina
- 13 tháng 11 – Xô viết hủy bỏ Hiệp ước Hòa bình Brest và từ chối công nhận nền độc lập của Quốc gia Ukraina
- 13–16 tháng 11 – ký kết thỏa thuận về thương mại, các hiệp ước về lãnh sự và các mối quan hệ trên biển, đường sắt và tài chính giữa chính phủ Ukraina và phái đoàn đặc biệt của chính quyền khu vực Kuban
- 14 tháng 11 – Nổi dậy chống Hetman
- 26 tháng 11 – Viện Hàn lâm Khoa học Ukraina được thành lập dưới sự chủ trì của Vladimir Vernadsky

#### Mùa đông 1918
- 5 tháng 12 – ký kết thỏa thuận hợp tác giữa Ukraina và Gruzia
- 14 tháng 12 – Hetman của Ukraine từ bỏ quyền lực của mình và di cư sang Đức

### Đốc chính

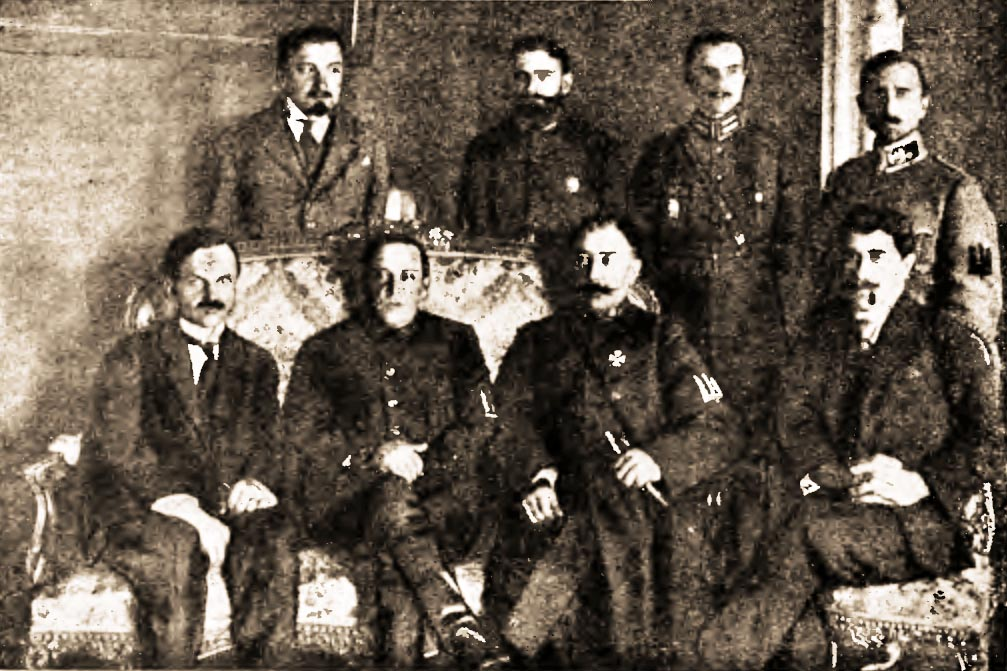
Chính phủ của Cộng hòa Nhân dân Ukraina năm 1920 - Symon Petlura ngồi ở giữa.

Biên giới đề xuất do phái đoàn Ukraina đệ trình tại Hội nghị Paris

Bản đồ ngôn ngữ do Hội Địa lý Đế quốc Nga xuất bản vào năm 1914

Đốc chính giành được sự ủng hộ đại chúng rộng rãi, và được ủng hộ từ một số đơn vị quân đội của Skoropadsky, bao gồm cả Sư đoàn Serdiuk. Quân nổi dậy của họ bao vây Kyiv vào ngày 21 tháng 11. Sau ba tuần bế tắc, Skoropadsky từ chức để ủng hộ Hội đồng Bộ trưởng, cơ quan này đã đầu hàng lực lượng Cách mạng. Vào ngày 19 tháng 12 năm 1918, Đốc chính nắm quyền kiểm soát Kyiv.
Những người Bolshevik từ Kursk xâm lược Ukraina vào cuối tháng 12 năm 1918, đó là nơi chính phủ Xô viết Ukraina mới được tái lập vào đầu tháng 11 cùng năm. Vào ngày 16 tháng 1 năm 1919, Ukraina chính thức tuyên chiến với Nga trong khi chính phủ Xô viết Nga tiếp tục bác bỏ mọi tuyên bố xâm lược. Vào ngày 22 tháng 1 năm 1919, Đốc chính chính thức thống nhất với Cộng hòa Nhân dân Tây Ukraina, nhưng Tây Ukraina trên thực tế vẫn duy trì quân đội và chính phủ của riêng họ. Vào ngày 5 tháng 2, những người Bolshevik chiếm được Kyiv.
Trong suốt năm 1919, Ukraina trải qua tình trạng hỗn loạn khi các quân đội khác nhau cố chiếm ưu thế, gồm của Cộng hòa Nhân dân Ukraina, những người Bolshevik, Bạch vệ, các thế lực nước ngoài thuộc phe Đồng minh Entente và Ba Lan, cũng như các lực lượng vô chính phủ như Nestor Makhno. Cuộc tấn công Kyiv sau đó do quân đội Ba Lan và lực lượng đồng minh Ukraina tổ chức đã không thể thay đổi tình hình. Vào ngày 10 tháng 11 năm 1920, Đốc chính mất phần lãnh thổ còn lại vào tay những người Bolshevik ở Volyn, họ vượt biên sang Ba Lan và chấp nhận bị giam giữ.
Vào tháng 3 năm 1921, Hòa ước Riga đã xác định phân chia quyền kiểm soát lãnh thổ Ukraina giữa Ba Lan, Nga Xô viết, và Ukraina Xô viết. Kết quả là vùng đất Galicia (Halychyna) cũng như phần lớn lãnh thổ Volyn được sáp nhập vào Ba Lan, trong khi các khu vực phía đông và nam trở thành một phần của Ukraina Xô viết.
Sau thất bại quân sự và chính trị, Đốc chính tiếp tục duy trì quyền kiểm soát đối với một số lực lượng quân sự của mình. Phủ đầu một cuộc xâm lược đã được lên kế hoạch của đối thủ là Đại công tước Wilhelm của Áo, vào tháng 10 năm 1921, chính phủ lưu vong của Cộng hòa Nhân dân Ukraina phát động một loạt các cuộc tấn công du kích vào miền trung Ukraina xa về phía đông đến tỉnh Kyiv. Vào ngày 4 tháng 11, quân du kích của Đốc chính đã chiếm được Korosten và thu giữ nhiều quân nhu. Nhưng vào ngày 17 tháng 11 năm 1921, lực lượng này bị kỵ binh Bolshevik bao vây và tiêu diệt.

### Thời gian biểu

#### Mùa đông 1918–19
- 14 tháng 12 – Đốc chính Ukraina tiếp nhận quyền lực nhà nước tại Ukraina sau khi Hetman của Ukraina di cư sang Đức
- 16 tháng 12 – Đốc chính gia hạn luật về Quyền tự chủ dân tộc-cá nhân
- 19 tháng 12 – Đốc chính tiến đến thủ đô của Ukraina. Diễu hành quân sự tại Sofiyivska Ploshcha. Công hàm kháng nghị các quốc gia Entente do chiếm đóng các cảng của miền Nam Ukraina (Đồng minh can thiệp Nội chiến Nga)
- 26 tháng 12 – Đốc chính công bố nền tảng chính sách kinh tế-xã hội và hệ thống chính trị
- 31 tháng 12 – Đốc chính ban hành công hàm phản đối nước Nga Xô viết do nước này xâm lược Ukraina
- 1 tháng 1 – Đốc chính thông qua luật về cơ quan tối cao của Nhà thờ chính tòa Chính thống giáo tự chủ Ukraina
- 2 tháng 1 – Thủ lĩnh Otaman Symon Petlyura ra lệnh lưu đày tất cả kẻ thù của Ukraina
- 3–4 tháng 1 – nhiều lần ra công hàm phản đối nước Nga Xô viết do sự can thiệp của nước này
- 4 tháng 1 – Đốc chính thông qua luật về đơn vị tiền tệ của Ukraina, hryvnia
- 8 tháng 1 – chính phủ Ukraina thông qua Luật Đất đai, dựa trên các nguyên tắc của chủ nghĩa xã hội
- 16 tháng 1 – tuyên chiến với Moskva do đàm phán hòa bình không đạt kết quả
- 22 tháng 1 – tuyên bố thống nhất giữa Ukraina và Tây Ukraina tại Sofiyivska Ploshcha
- 23 tháng 1 – phiên họp của Đại hội Lao động do Đốc chính khởi xướng đã được khai mạc tại Kyiv. Đại hội có sự tham dự của hơn 400 đại biểu, trong đó có 65 đại biểu đại diện cho Tây Ukraina. Đại hội bày tỏ sự tin tưởng vào Đốc chính và thông qua luật về hình thức chính phủ tại Ukraina
- 2 tháng 2 – do bước tiến của Bolshevik nên Đốc chính chuyển từ Kyiv đến Vinnytsia
- 13 tháng 2 – Đốc chính thay đổi thành phần của Hội đồng Bộ trưởng Quốc gia
- 17 tháng 2 – Đốc chính kiến nghị với chính phủ của Entente và Hoa Kỳ để được giúp đỡ trong cuộc chiến chống lại những người Bolshevik
- 27 tháng 2 – Trưởng Otaman họp với Ủy ban Entente tại Khodoriv

#### Mùa xuân 1919
- 15 tháng 3 – phái đoàn Tây Ukraina do Yevhen Petrushevych đứng đầu đã gặp Đốc chính tại Proskuriv để thảo luận thêm về việc phát triển các hoạt động chung
- 4 tháng 4 – đại diện toàn quyền của Ukraina tại Hội nghị Hòa bình Versailles H.Sydorenko bày tỏ sự phản đối cuộc tấn công quân sự của Ba Lan vào lãnh thổ Ukraina và sự hỗ trợ chính trị và vật chất của Entente cho họ
- 9 tháng 4 – Đốc chính thông qua tuyên bố từ chức của chính phủ Ostapenko và bổ nhiệm thành phần mới của Hội đồng Bộ trưởng Quốc gia do Borys Martos đứng đầu
- 15 tháng 4 – chính phủ Ukraina bổ nhiệm Tướng Oleksandr Osetsky làm Otaman của Quân đội
- 29 tháng 4 – Sự vụ Volodymyr Oskilko
- 9 tháng 5 – Symon Petlyura được bầu làm người đứng đầu Đốc chính tại Radyvyliv
- 20 tháng 5 – các cuộc đàm phán hòa bình của phái đoàn ngoại giao Ukraina với tư lệnh Quân đội Haller của Ba Lan tại Lublin không có kết quả

#### Mùa hè 1919
- 12 tháng 6 – chính phủ Phần Lan tái lập quan hệ ngoại giao với Ukraina
- 16 tháng 6 – Hồng y Quốc vụ khanh Pietro Gasparri đã thông báo cho Chủ tịch Đốc chính S. Petliura về việc chấp thuận Bá tước Mykhailo Tyshkevych làm Đại sứ Ukraina tại Tòa thánh
- 18 tháng 6 – phái đoàn Ukraina tại Hội nghị Hòa bình Versailles cùng với đại biểu của Estonia, Latvia, Belarus, Gruzia, Azerbaijan, Bắc Kavkaz bày tỏ sự phản đối việc Hội đồng Tối cao của Hội nghị Hòa bình Paris công nhận chính phủ của Đô đốc Kolchak là chính phủ tối cao của Nga
- 20–21 tháng 6 – ký kết thỏa thuận tạm thời của Ukraina với Ba Lan tại Lviv và thiết lập đường phân giới (đường Delwig)

### Chống Bolshevik và các cuộc nổi dậy khác
Sau đây là danh sách nhiều cuộc nổi dậy diễn ra trong quá trình hình thành Cộng hòa Nhân dân Ukraina. Một số trong số này phản đối chính phủ của Petlyura (chẳng hạn như sự vụ của Oskilko), một số chống lại việc thành lập chế độ Xô viết, một số diễn ra để loại bỏ lực lượng Entente. Theo tài liệu của Cheka, tại Ukraina đã diễn ra 268 cuộc nổi dậy từ năm 1917 đến năm 1932, trong đó trong hơn 100 huyện những người nông dân nổi loạn đã giết những người theo Cheka, những người cộng sản, và những người prodotryad vốn trưng thu lương thực bằng vũ lực giống như sung công hơn.
- Makhnovshchina (Nestor Makhno)
- Otaman Grigoriev
- Sự vụ Otaman Oskilko  (Volodymyr Oskilko)
- Nổi dậy Otaman Zelenyi
- Kholodnyi Yar (Khe núi lạnh)
- Otaman Kamenyuka
- Người Cossack Tự do (Semen Hryzlo)
- Nổi dậy Zazymia[16] (Troyeshchyna) - Otaman Romashka và Otaman Anhel chống lại Cheka Kyiv và Chernihiv và Lữ đoàn kỵ binh Bashkir
- Nổi dậy chống Hồng quân gần Uman năm 1920[17]

## Lưu vong

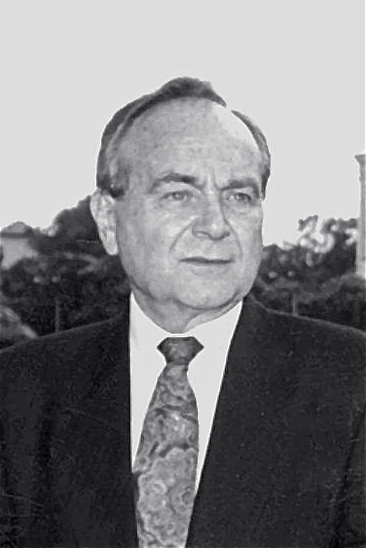
Mykola Plaviuk, Tổng thống cuối cùng của Cộng hòa Nhân dân Ukraina lưu vong

Chính phủ Cộng hòa Nhân dân Ukraina hoạt động tại Warszawa, Paris, Weimar, Kissingen, München và Philadelphia.
Sau khi bắt đầu Thế chiến II, Taras Bulba-Borovets với sự ủng hộ của Tổng thống Cộng hòa Nhân dân Ukraina lưu vong Andrii Livytskyi, đã vượt qua biên giới Đức-Xô và bắt đầu tổ chức các đơn vị quân đội Nổi dậy Ukraina trực thuộc Chính phủ Cộng hòa Nhân dân Ukraina.
Phiên họp khẩn cấp lần thứ 10 của Hội đồng Quốc gia Ukraina đã công nhận nhà nước Ukraina là thể chế kế thừa Cộng hòa Nhân dân Ukraina lưu vong và đồng ý chuyển giao quyền lực và vật tượng trưng của quyền lực nhà nước cho Tổng thống Ukraina mới đắc cử vào năm 1991.

## Công nhận quốc tế
Cộng hòa Nhân dân Ukraina đã được công nhận trên pháp lý vào tháng 2 năm 1918 bởi các quốc gia Liên minh Trung tâm trong Thế chiến I (Áo-Hung, Đức, Đế quốc Ottoman và Bulgaria) và bởi Bolshevik Nga, các nước vùng Baltic (Estonia, Latvia và Litva), Gruzia, Azerbaijan, Romania, Tiệp Khắc, và Tòa thánh. Các quốc gia đã công nhận trên thực tế là Thụy Sĩ, Thụy Điển, Đan Mạch, và Ba Tư. Cộng hòa Dân chủ Belarus công nhận cục bộ trên thực tế.
Sau đó vào năm 1918, Nga Xô viết đã chọn rút lại sự công nhận của mình đối với Ukraina độc lập, lấy các nghị định thư của Hiệp định Versailles làm biện minh cho hành động của họ. Năm 1920, Symon Petliura và Józef Piłsudski của Ba Lan ký Hiệp định Warszawa, trong đó cả hai quốc gia thiết lập biên giới dọc theo sông Zbruch. Các quốc gia trước đây công nhận Cộng hòa Nhân dân Ukraina đã chấm dứt mọi mối quan hệ với Chính phủ lưu vong sau khi họ công nhận Chính phủ Xô viết tại Kyiv.
Kết quả
- Hiệp định Brest-Litovsk, 9 tháng 2 năm 1918 (Liên minh Trung tâm: phê chuẩn của Đức và Thổ Nhĩ Kỳ)
- Hiệp định hòa bình sơ bộ với Nga Xô viết, 12 tháng 6 năm 1918 (từ bỏ hiệp định Brest-Litovsk vào ngày 13 tháng 11 năm 1918)
- Hiệp định hòa bình với Cộng hòa Don, 8 tháng 8 năm 1918
- Đạo luật Thống nhất, 20 tháng 1 năm 1919 (thống nhất của hai thực thể không được công nhận đầy đủ), Cộng hòa Hutsul (Đông Zakarpattia) cũng tuyên bố ý nguyện của họ về việc gia nhập
- Để mất Kyiv cho Xô viết vào ngày 2 tháng 2 năm 1919 và khủng hoảng chính trị trong chính phủ quốc gia Ukraina
- Serhiy Ostapenko và chính phủ của ông từ chức do thất bại trong một loạt cuộc đàm phán với đại diện của Entente
- Tham gia Hội nghị Hòa bình Paris, 1919
- Lãnh thổ ủy thác Đông Galicia của Ủy ban Jules Cambon được các nhà lãnh đạo Entente chấp thuận chuyển giao cho Ba Lan, ngày 21 tháng 11 năm 1919
- Hiệp định Warszawa (1920) (Ba Lan)

## Nhân khẩu
Theo cuộc điều tra nhân khẩu gần nhất được thực hiện vào năm 1897, nước cộng hòa có dân số hơn 20 triệu người trong bảy tỉnh (guberniya) cũ của Đế quốc Nga, cộng với ba huyện (uyezd) của tỉnh Taurida nằm trên đại lục.
Thành phần dân tộc (nghìn người)
- Người Ukraina – 14.931,5 (73%)
- Người Nga – 2.146,1 (11%)
- Người Do Thái – 1.871,8 (9%)
- Người Đức – 451,3 (2%)
- Người Ba Lan – 375,9 (2%)
- Người Belarus – 208,5 (1%)
- Người Romania – 185,7 (1%)
- Khác – 1%

## Hành chính

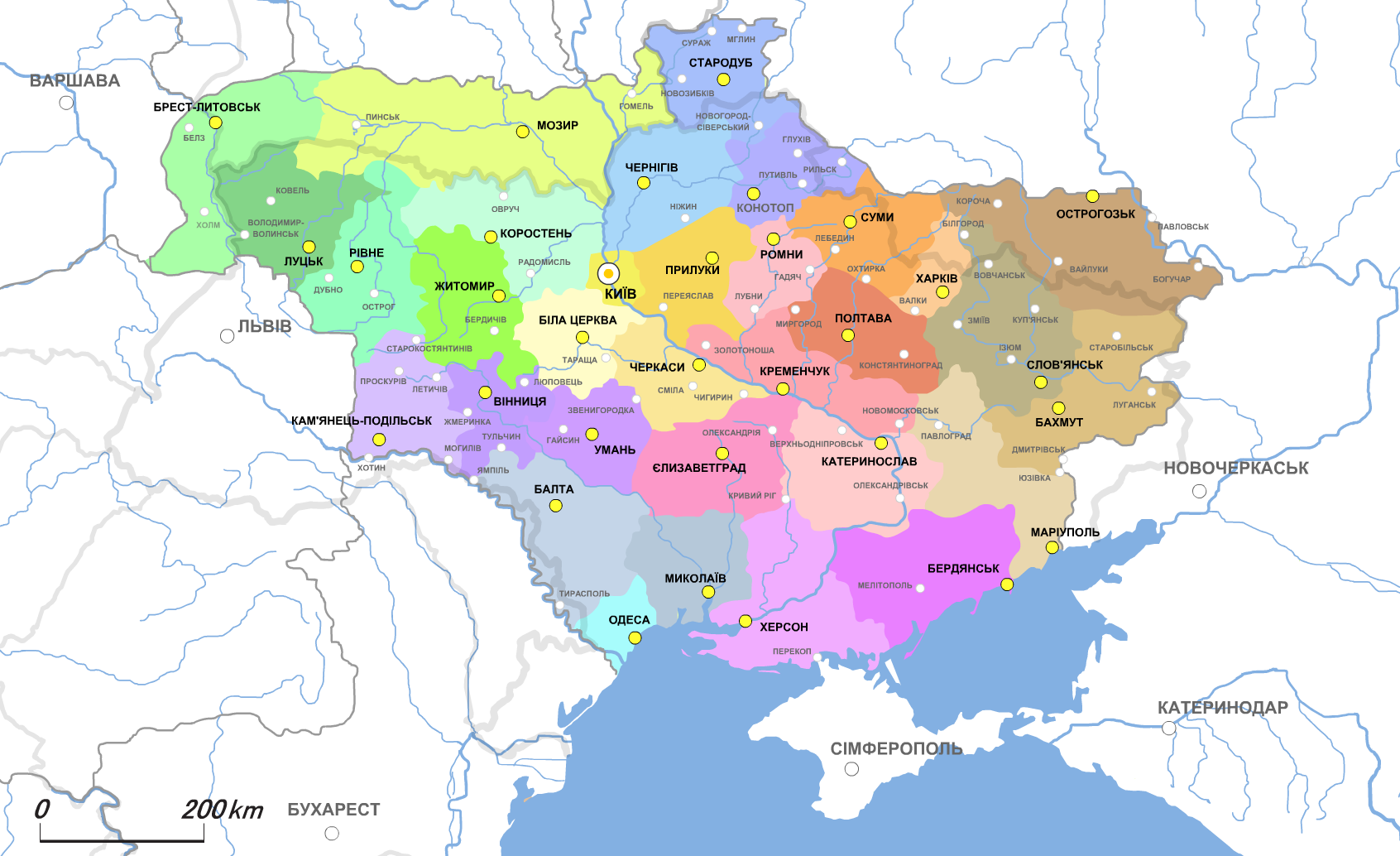
Các zemlia và các thành phố của chúng vào năm 1918

Vào ngày 4 tháng 3 năm 1918, chính phủ Ukraina chấp nhận luật phân chia hành chính-lãnh thổ của Ukraina. Luật quy định rằng Ukraina được chia thành 32 zemlia (vùng đất) được quản lý bởi zemstvo tương ứng. Ba thành phố Kyiv, Kharkiv,  Odesa có vị thế tương tự zemlia. Luật này không được thực hiện đầy đủ vì vào ngày 29 tháng 4 năm 1918 đã xảy ra cuộc đảo chính chống chủ nghĩa xã hội tại Kyiv, sau đó Hetman Pavlo Skoropadsky đã đảo ngược cuộc cải cách trở lại chính quyền kiểu guberniya.
- Kyiv cùng phụ cận, đến sông Irpin và sông Stuhna cũng như 20 verst bên kia sông Dnepr
- Derevlia (trụ sở tại Korosten), các huyện Radomyshl và Ovruch, huyện Kyiv ngoài phần phía nam, phần phía bắc của huyện Rovno
- Volyn (trụ sở tại Lutsk), các huyện Volodymyr, Lutsk, Kovel và một phần huyện Dubno
- Trên Horyn (trụ sở tại Rivne), các huyện Rivne, Ostroh, Zaslav, Kremenets, phần phía nam của huyện Dubno và phần phía tây của huyện Starokostyantyniv
- Bolokhiv (trụ sở tại Zhytomyr), các huyện Zhytomyr, Novohrad-Volynsky và một phần các huyện Berdychiv, Lityn, Vinnytsia
- Trên Ros (trụ sở tại Bila Tserkva), các huyện Vasylkiv, Skvyra, Tarashcha, phần phía nam của huyện Kyiv và phần phía đông của huyện Berdychiv
- Cherkasy (trụ sở tại Cherkasy), các huyện Cherkasy, Kaniv, Chyhyryn và một phần huyện Zvenyhorod
- Trên Boh (trụ sở tại Uman), các huyện Uman, Haisyn, và một phần các huyênn Lypovets, Balta, Yelysavethrad
- Podillia (trụ sở tại Kamianets-Podilsky), các huyện Kamianets, Proskuriv, Ushytsia và một phần các huyện Mohyliv, Starokostyantyniv
- Bratslav (trụ sở tại Vinnytsia), các huyện Vinnytsia, Bratslav và một phần các huyện Lityn, Lypovets, Mohyliv, Yampil
- Trên Dniester (trụ sở tại Balta), các huyện Olhopil, Tyraspil và một phần các huyện Yampil, Balta, Ananyiv
- Trên Biển (trụ sở tại Mykolaiv), huyện Odesa và một phần các huyện Ananyiv, Yelysavethrad, Kherson
- Odesa cùng phụ cận, lãnh thổ đến cửa sông Dniester
- Nyz (trụ sở tại Yelysavethrad), các huyện Yelysavethrad, Oleksandriya, Verkhnyodniprovsk
- Sich (trụ sở tại Katerynoslav), huyện Katerynoslav, một phần các huyện Verhnyodniprovsk, Kherson, Novomoskovsk, Oleksandriya
- Zaporizhzhia (trụ sở tại Berdyansk), các huyện Melitopol và Berdyansk
- New Zaporizhzhia (trụ sở tại Kherson), huyện Dnipro và một phần huyện Kherson
- Azov (trụ sở tại Mariupol), các huyện Mariupol, Pavlohrad và một phần huyện Oleksandrivsk
- Cuman (trụ sở tại Bakhmut), các huyện Starobilsk, Slovianoserbsk, Bakhmut
- Donets (trụ sở tại Sloviansk), các huyện Zmiiv, Izyum, Vovchansk, Kupyansk và một phần các huyện Korocha, Bilhorod
- Trên Don (trụ sở tại Ostrogozhsk), các huyện Novy Oskil, Biryuchansk, Ostrohozk, Bohuchar và một phần các huyện Korocha, Starobilsk
- Siveria (trụ sở tại Starodub), các huyện Mhlyn, Surazh, Novozybkiv, Starodub, Novhorod-Siversky
- Chernihiv (trụ sở tại Chernihiv), các huyện Chernihiv, Horodnya, Oster, Sosnytsia và một phần các huyện Kozelets, Nizhyn, Borzna
- Pereiaslav (trụ sở tại Pryluky), các huyện Pereiaslav, Pryluky, Pyryatyn, và một phần các huyện Kozelets, Nizhyn, Borzna, Zolotonosha
- Trên Seim (trụ sở tại Konotop), các huyện Krolevets, Konotop, Hlukhiv, Putyvl
- Trên Sula (trụ sở tại Romny), các huyện Romny, Lokhvytsia, Hadiach, và một phần các huyện Lubny, Myrhorod
- Poltava (trụ sở tại Poltava), các huyện Poltava, Zinkiv, Kostyantyniv, và một phần các huyện Myrhorod, Khorol, Valky, Okhtyrka, Bohodukhiv
- Samara (trụ sở tại Kremenchuk), các huyện Kremenchuk, Kobelyaky, và một phần các huyện Zolotonosha, Khorol, Novomoskovsk
- Sloboda (trụ sở tại Sumy), các huyện Sumy, Lebedyn, Sudzha, Hraivoron, và một phần các huyện Okhtyrka, Bohodukhiv
- Kharkiv cùng huyện cùng tên và một phần các huyện Valky, Bilhorod
- Podlasie (trụ sở tại Brest), lãnh thổ tỉnh Kholm cũ
- Dregovich (trụ sở tại Mozyr), lãnh thổ okruha Polissya

## Lực lượng vũ trang
Trụ sở của các lực lượng vũ trang của nước cộng hòa được gọi là Tổng Bulawa và được cho là nằm tại Kyiv. Tất nhiên, do sự can thiệp liên tục từ sovnarkom Petrograd và Đế quốc Đức, vị trí vật lý của nó đã thay đổi (Kamyanets-Podilsky, Bila Tserkva, những nơi khác).
Đội hình quân sự chính (UPR)
- Quân súng trường Sich
  - Quân súng trường Ukraina là một đơn vị tương tự, nhưng đơn vị này không thuộc quân đội Ukraina
- Người Cossack Tự do

Ba trung đoàn bộ binh Zaporizhia tiếp theo và Trung đoàn 3 Haidamaka của đội quân lớn nhất Ukraina, Quân đoàn Zaporizhia, sau đó được tổ chức lại thành Sư đoàn 1 Zaporizhia.
- Quân đoàn Zaporizhia
- Sư đoàn thảo nguyên Ukraina (Đơn vị quân đội cách mạng chống Bolshevik)
- Thủy quân lục chiến Ukraina
- Sư đoàn bộ binh-Kỵ binh 1 (Áo khoác xám)
- Áo khoác xanh
- Haidamaka Kosh Sloboda Ukraina
- Sư đoàn súng trường 3 sắt
- Phi đội Không quân Cộng hòa Nhân dân Ukraina
- Hải quân Cộng hòa Nhân dân Ukraina

Đội hình quân sự chính (WUPR)
- Quân đội Galicia Ukraina, là một đội hình quân sự của Cộng hòa Nhân dân Tây Ukraina

## Tiền tệ

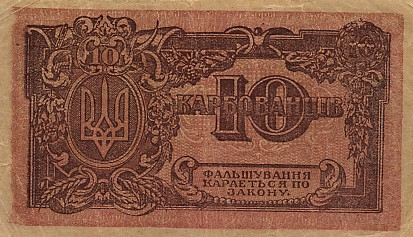
10 karbovantsiv (1918)

Vào tháng 12 năm 1918, một đạo luật tạm thời về vấn đề tiền giấy nhà nước CHND Ukraina đã được thông qua. Theo luật này: "Tiền giấy phải được phát hành bằng karbovanets" (tiếng Ukraina: Карбованець). Mỗi karbovanets chứa 17,424 phần vàng nguyên chất và được chia thành hai  hrivna (tiếng Ukraina: Гривня) hoặc 200 shah (tiếng Ukraina: Шаг).
Có rất nhiều ngân hàng tại nước cộng hòa, trong số những ngân hàng phổ biến nhất là Ngân hàng Ukraina và Ngân hàng Soyuz được thành lập bởi Khrystofor Baranovsky, người lãnh đạo phong trào hợp tác xã.